# لئونید کوچما
لئونید کوچما (اوکراینی: Леонід Данилович Кучма؛ زاده ۹ اوت ۱۹۳۸) یک سیاست‌مدار اهل اوکراین است. وی دومین رئیس‌جمهور اوکراین بود که این سمت را بین سال‌های ۱۹۹۴ تا ۲۰۰۵ در اختیار داشت.
او به زبان اوکراینی صحبت نمی کرد و در واقع زبان اصلی او روسی بود. با این وجود با اکثریت آرای مردم نیمه شرقی اوکراین که اغلب روس تبار هستند، در دور اول ریاست جمهوری اش انتخاب گردید. 
مجموعه اقدامات او باعث شد که پنج سال بعد در نیمه غربی اوکراین هم آرای اکثریت را بدست آورد و دو دوره به ریاست جمهوری منصوب گردد. او اقدامات بسیار مؤثری در صحنه سیاست و اقتصاد اوکراین شروع کرد که به‌طور خلاصه عبارتند از:
- کاهش کسری بودجه از ۱۳٪ به ۵٪
- کاهش استقراض از بانک مرکزی از ۱۲٪ به ۲٪
- انتشار اوراق قرضه داخلی و وام گرفتن از دولت‌های خارجی
- و در نهایت پس از اصلاحات زیاد، حذف ۵ صفر از پول ملی
- معرفی گریونا به عنوان واحد پول جدید

او توانست تورم در اوکراین را متوقف و در نهایت در دومین دوره ریاست جمهوری اش توانست رشد اقتصادی را به اوکراین بازگرداند.
همچنین کوچما روابط سیاسی و اقتصادی اوکراین با روسیه را بازسازی کرد. او بدینسان موفق شد از پیوندهای عمیق اقتصادی اوکراین و روسیه به نفع کشورش استفاده کند. پس از آن اوکراین توانست با تکیه بر منابع کشاورزی، معادن غنی و بازسازی صنایع به جای مانده از قبل، برای یک دهه رشد اقتصادی قابل قبولی را نگه دارد.
همچنین در یک دورخیز سیاسی، کوچما در خواست رسمی برای عضویت در اتحادیه اروپا داد و بیان کرد که کشورش تا سال ۲۰۰۷ می‌تواند به استانداردهای لازم برای عضویت در اتحادیه اروپا برسد. چیزی که نه تنها تاکنون محقق نشده بلکه منشأ اختلافات بزرگی هم در جامعه اوکراین شده‌است.
البته در مورد وی نقل  شده پس از استقلال در سال ۱۹۹۵، تسلیحات اتمی کشورش را به روسیه ارسال کرد و در عمل ارتش آن بر پایه داشته‌های متعارف داخلی و تسلیحات قدیمی اتحاد شوروی شکل گرفت. این وضعیت با تمام تکانه‌های سیاسی تا هم‌اکنون ادامه داشته است.

## نگارخانه

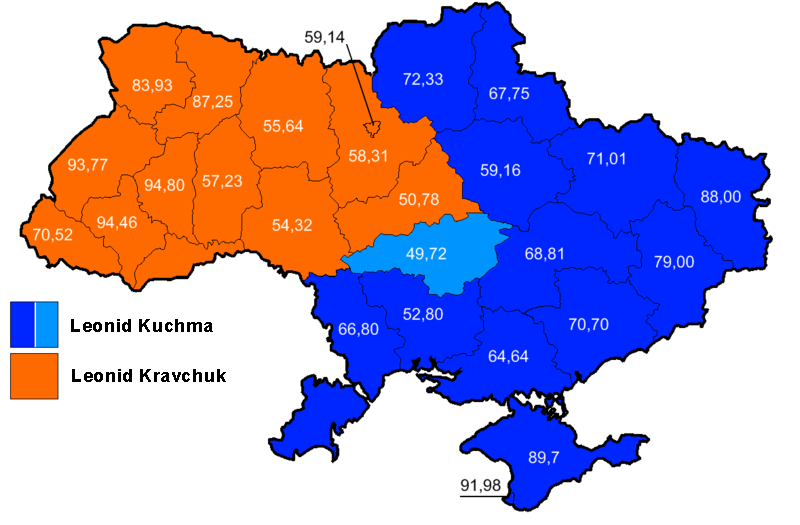
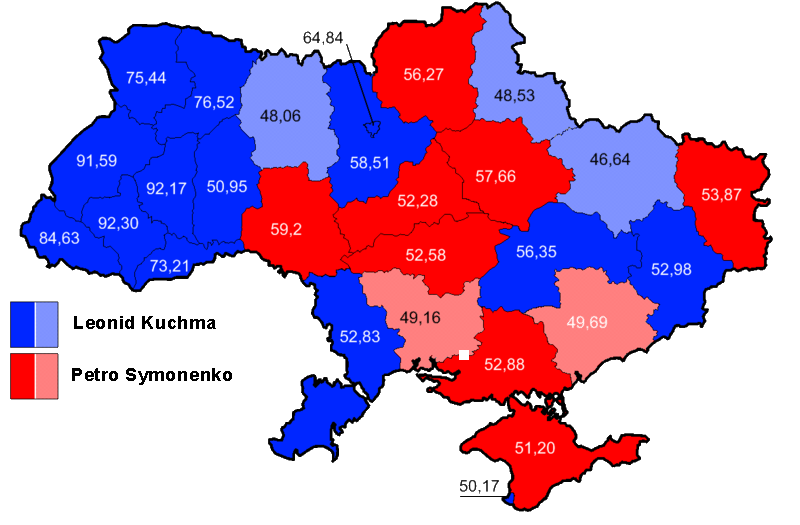